# Rangsby, Närpes
Rangsby är en svenskspråkig by i västra Närpes, Finland med 351 invånare (1980). Namnet Rangsby förekommer första gången i skrift 1442. Skärgården är viktig här, speciellt Fagerö med festplats/paviljong, restaurang och småbåtshamn.  Ön Gåshällan tillhör Rangsby, liksom bydelarna Långvik, Pettersborg och Ömossa.